# Khenpo
Khenpo of khyenpo is een spirituele academische graad in het Tibetaans boeddhisme.
Binnen de tradities nyingma, kagyü en sakya wordt de titel gewoonlijk uitgereikt na een periode van negen tot vijftien jaar intensieve studie. In het Tibetaans boeddhisme wordt de titel vergeleken met een doctoraat. Vergelijkbare titels op bachelorsniveau zijn De Nod Dzin Pa en  Shor Phon
In de gelug, de vierde grote Tibetaanse traditie, en in sommige sangha's verwijst de titel khenpo naar een oudere monnik die nieuwe monniken inwijdt of naar een abt van een klooster. De vergelijkbare titel die daar wordt gevoerd is geshe. De opleiding tot geshe en die tot khenpo verschilt niet alleen in duur, maar ook in inhoud. 